# 雷澤
雷澤（1431年—1487年），字時霖，山西太原府忻州定襄縣人，明朝政治人物。天順甲申進士，成化末年官至南京光祿寺卿。

## 生平
山西鄉試第三十名。天順八年（1464年）中式甲申科進士。成化二年（1466年）授刑科給事中，成化十一年（1475年）擢太僕寺少卿，成化二十二年（1486年）升南京光祿寺卿。成化二十三年（1487年）卒。

## 軼事
雷澤曾夜遇女子，擕至館舍親暱，為同舍生發覺而責問。晚間，此女告辭，雷澤挽留，其自稱仙女，與澤有夙縁，故來相會。雷澤即問其未來命運。曰：「子既仙，寧知我所就乎？」女子於是帶雷澤觀一紅榜，上卻無雷澤姓名。雷澤不解，女子道：「久自知第一名乃吳野也。」又指一榜示澤道：「君與貴溪鄭節聯名。」隨即離去。天順七年（1563年）癸未科會試，考棚起火，燒死舉子九十餘人。雷澤與鄭節相遇，相互幫助翻墻脫險。第二年，兩人同中甲申科進士。

## 家族
曾祖父雷吉。祖父雷景初。父亲雷震。